# Dennis (Massachusetts)
Dennis est une ville du comté de Barnstable dans le Massachusetts aux États-Unis, située au centre de la péninsule de Cape Cod. Son peuplement, par des colons européens, remonte à 1639 et son incorporation en tant que ville à 1793.